# Mestkaalkopje
Het mestkaalkopje (Deconica coprophila) is een schimmel behorend tot de familie Strophariaceae. De vruchtlichamen van deze coprofiele schimmel komen van juni tot september voor in  schrale graslanden en heidevelden. Ze groeien individueel of in groepen op stevig gevormde uitwerpselen van herbivoren zoals paard, konijn, haas en schaap.

## Kenmerken
Hoed
De hoed heeft een diameter van 1 tot 2,5 cm. De vorm is aanvankelijk halfbolvormig, daarna gewelfd en wordt ook bij oudere exemplaren zelden vlak. Het oppervlak is in verse toestand enigszins plakkerig en vaak wat gerimpeld. De kleur is roodbruin tot okergeel, vaak zeemkleurig opdrogend. Aan de rand kan wit velum aanwezig zijn.
Lamellen
De lamellen staan ver uit elkaar en zijn breed aangehecht (adnate). De kleur is aanvankelijk bleekgrijs, dan grijsbruin, ten slotte paarsbruin.
Steel
De steel heeft een lengte van 1,5 tot 5 cm en een dikte van 1 tot 3 mm dik. De vorm is cilindrisch, recht, soms gebogen aan de basis. De oppervlakte is droog, in jonge vruchtlichamen soms schilferig, dan draadvormig, witachtig tot vervaagd geelbruin. Het wordt niet blauw bij beschadiging. Soms vormen de restanten van de sluier een verdwijnende ringvormige zone.
Geur en smaak
Het vlees is dun, van dezelfde kleur als de hoed, verandert niet van kleur bij beschadiging. Hoewel de paddenstoel niet giftig is, is het niet een goed eetbare paddenstoel.
Sporen
De sporenprint is paarsbruin. De sporen zijn ellipsvormig, glad en meten 10–14 × 6-9 × 5,5-8,5 µm.

## Verspreiding
Het mestkaalkopje is wijdverbreid en komt alle continenten voor. In Nederland en België komt het mestkaalkopje vrij algemeen voor. Het staat niet op de rode lijst en is niet bedreigd.

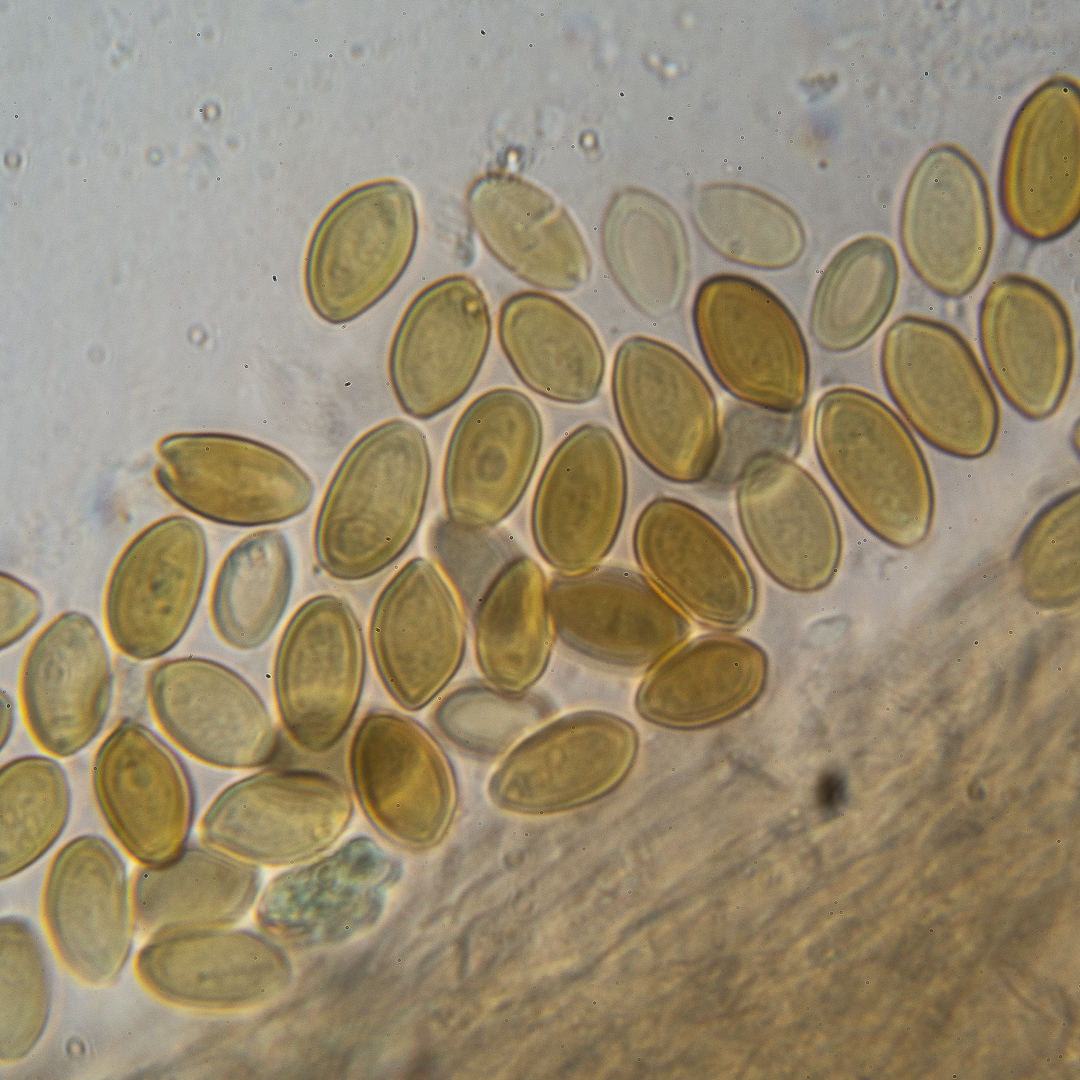
Sporen